# Kannaviou
Kannaviou (griechisch Κανναβιού, türkisch Kannavyu) ist eine Gemeinde im Bezirk Paphos in der Republik Zypern. Bei der Volkszählung im Jahr 2021 hatte sie 131 Einwohner.

## Name
Der Name des Dorfes kommt von dem Wort kannavouri, was Cannabis bedeutet. Cannabis war in der Gegend vorhanden und wurde zur Herstellung von Seilen, Schnüren, Netzen und Stoffen verwendet. Die Produktion von Cannabis wurde allerdings eingestellt.

## Lage und Umgebung

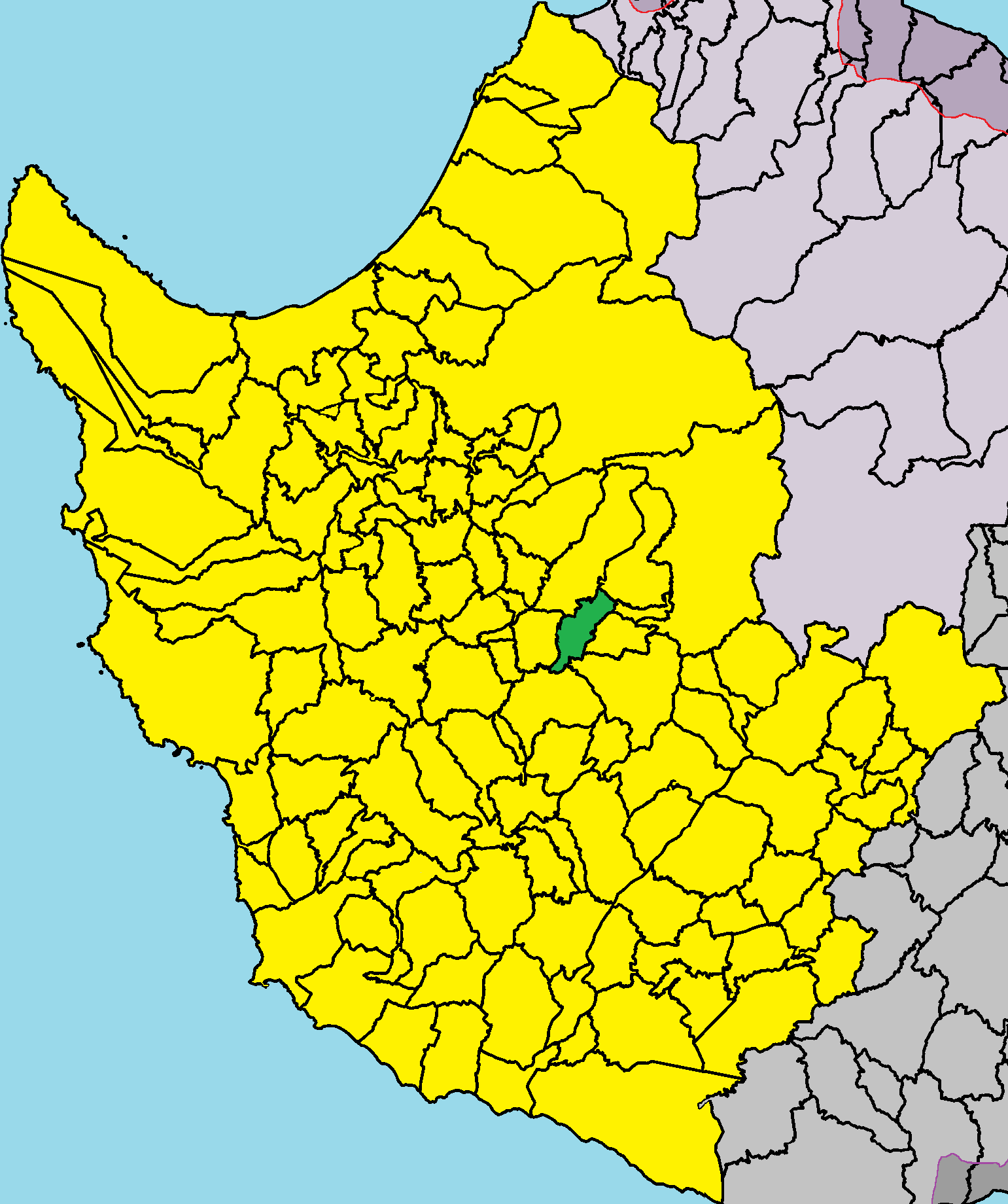
Lage im Bezirk Paphos

Kannaviou liegt im Westen der Mittelmeerinsel Zypern auf einer Höhe von etwa 330 Metern, etwa 29 Kilometer nordöstlich von Paphos, 77 Kilometer nordwestlich von Limassol und 172 Kilometer südwestlich von Nikosia. Das 5,24183 Quadratkilometer große Dorf grenzt im Norden an Kritou Marottou und Asprogia, im Osten an Mamountali und Lapithiou, im Süden an Statos-Agios Fotios und Choulou und im Westen an Agios Dimitrianos. Durch die Gemeinde verläuft der Fluss Ezousa. In der Nähe befindet sich auch der 2006 erbaute Kannaviou-Stausee, der allerdings auf dem Gebiet der Nachbargemeinde Asprogia liegt. Das Dorf kann über die Straße E703 erreicht werden.
In der Gegend gibt es Weinberge, Olivenbäume, Buchen, Eichen und Platanen.

## Bevölkerungsentwicklung
Die folgende Tabelle zeigt die Bevölkerung des Dorfes, wie sie in den in Zypern durchgeführten Volkszählungen erfasst wurde.
| Jahr      | 1881 | 1891 | 1901 | 1911 | 1921 | 1931 | 1946 | 1960 | 1976 | 1982 | 1992 | 2001 | 2011 | 2021 |
| Einwohner | 206  | 43   | 46   | 58   | 79   | 68   | 127  | 99   | 149  | 138  | 167  | 162  | 175  | 131  |